# Thorvald Strömberg
Lennart Thorvald Strömberg (17. březen 1931 Kirkkonummi – 9. prosince 2010 Ekenäs) byl finský reprezentant v rychlostní kanoistice. 
V padesátých letech 20. století byl hlavním soupeřem Gerta Fredrikssona v závodech na kajaku. V roce 1950 se stal mistrem světa na 10 000 metrů a skončil druhý za Fredrikssonem na 1000 metrů. Na Letních olympijských hrách v Helsinkách roku 1952 byl pořadí obou závodů stejné: na delší trati vyhrál Strömberg před Fredrikssonem a na kratší Fredriksson před Strömbergem. Na olympiádě 1956 Strömberg bojoval se zažívacími potížemi a obsadil na desetikilometrové trati čtvrté místo. Na světovém šampionátu v Praze v roce 1958 se stal znovu mistrem světa na 10 000 metrů. Ve finále sice dojel až na třetím místě, ale oba závodníci před ním, Ferenc Hatlaczky z Maďarska a Fritz Briel ze Západního Německa, byli diskvalifikováni pro zkrácení trati. Strömberg třikrát vyhrál severské mistrovství v kanoistice a šestkrát závod Drumsö runt. Vytvořil finský rekord na 10 000 metrů časem 45:09,5.
Původním povoláním byl rybář, pak se stal odborníkem na lodní motory a pracoval pro společnost Hanke-Palsbo Oy. Byl také předsedou kanoistického klubu v Ekenäsu a funkcionářem Finské kanoistické federace. V roce 2000 obdržel ocenění Pro Urheilu.  